# Вахтанг I Горгасал
Вахтанг I Горгасал (440.-502.) је био краља Иберије у другој половини V века.
Биографија
Син Мирдата V из Хосроидовске династије. Надимак „Горгасал” преведена са персијског представља облик кациге. 
Ко рођак и пријатељ Персијске династије Сасанида, Вахтанг је учествовао у њиховим ратовима са Грцима и Белим Хунима. Од цариградске патријаршије тражио је признавање аутокефалности Грузијске православне цркве. Радио је активно на јачању грузијске државе. Ушао је у савез са Јерменима и 482. године предводио велики устанак против персијске владавине.
Када је у тој борби био поражен, био је присиљен да побегне у Егрису. Обећавајући покорност Сасанидима, вратио се у Иберију и обновио Тбилиси, где је из Мцхете преселио престоницу. Касније је одбио да узме учешће у персијским ратовима са Византијом и због тога је убијен у сукобу са Казненим трупама Сасанидског царства.
Грузијски народ вековима, чува успомену на краља Вахтанга. Постао је омиљени херој народних прича и Грузијска православна црква прогласила ге је светитељем.

## Породично стабло
|  |                       |  |  |  |  |  |  |  |  |  |  |  |  |  |  |  |
|  | 2. Мирдат V           |  |  |  |  |  |  |  |  |  |  |  |  |  |  |  |
|  |                       |  |  |  |  |  |  |  |  |  |  |  |  |  |  |  |
|  |                       |  |  |  |  |  |  |  |  |  |  |  |  |  |  |  |
|  | 1. Вахтанг I Горгасал |  |  |  |  |  |  |  |  |  |  |  |  |  |  |  |
|  |                       |  |  |  |  |  |  |  |  |  |  |  |  |  |  |  |
|  |                       |  |  |  |  |  |  |  |  |  |  |  |  |  |  |  |
|  | 3. [[]]               |  |  |  |  |  |  |  |  |  |  |  |  |  |  |  |
|  |                       |  |  |  |  |  |  |  |  |  |  |  |  |  |  |  |
|  |                       |  |  |  |  |  |  |  |  |  |  |  |  |  |  |  |